# 2015-ös magyar birkózóbajnokság
A 2015-ös magyar birkózóbajnokság a száznyolcadik magyar bajnokság volt. A férfi kötöttfogású és a női szabadfogású bajnokságot május 2-án rendezték meg Szigetszentmiklóson, a Városi Sportcsarnokban, a férfi szabadfogású bajnokságot pedig április 26-án Miskolcon, az Egyetemi Körcsarnokban.

## Eredmények

### Férfi kötöttfogás
| Versenyszám | Arany                           | Arany | Ezüst                                  | Ezüst | Bronz                                                              | Bronz |
| ----------- | ------------------------------- | ----- | -------------------------------------- | ----- | ------------------------------------------------------------------ | ----- |
| 59 kg       | Krasznai Máté Ferencvárosi TC   |       | Torba Erik Dorogi NC                   |       | Kmegy Dániel Vasas SCKnipli Csongor Dél-Zselic SE-Kaposvári NSE    |       |
| 66 kg       | Jäger Krisztián Dorogi NC       |       | Tóth Martin Ceglédi VSE                |       | Kozák István Ceglédi VSESzakolczi Zoltán Vasas SC                  |       |
| 71 kg       | Lőrincz Tamás Ceglédi VSE       |       | Kottes Pál Sziget SC                   |       | Korpási Bálint BVSC-Ganz-JászkisérFekete Tibor Ferencvárosi TC     |       |
| 75 kg       | Szabó László Újpesti TE         |       | Lévai Zoltán Dorogi NC                 |       | Nagy Péter Erzsébeti SMTK-Váci Forma SETollár Dániel Dél-Zselic SE |       |
| 80 kg       | Bácsi Péter Ferencvárosi TC     |       | Kertész Róbert Ferencvárosi TC         |       | Németh Norman Vasas SCdr. Kun Renátó Ferencvárosi TC               |       |
| 85 kg       | Lőrincz Viktor Ceglédi VSE      |       | Veréb István Haladás VSE               |       | Szabó Patrik Sziget SCSzilvássy Erik Pénzügyőr SE                  |       |
| 98 kg       | Kiss Balázs BVSC-Ganz-Jászkisér |       | Török Zsolt Ferencvárosi TC-Egri Vasas |       | Fodor Péter Vasas SCVarga Ádám Újpesti TE                          |       |
| 130 kg      | Ligeti Dániel Haladás VSE       |       | Csercsics Richárd Haladás VSE          |       | Kucsera Tibor Vasas SCDajka Zsolt Kecskeméti BC                    |       |

### Férfi szabadfogás
| Versenyszám | Arany                              | Arany | Ezüst                                                  | Ezüst | Bronz                                                                              | Bronz |
| ----------- | ---------------------------------- | ----- | ------------------------------------------------------ | ----- | ---------------------------------------------------------------------------------- | ----- |
| 57 kg       | Vilhelm Richárd Újpesti TE         |       | Román Tamás Kecskeméti TE                              |       | Juhász Bence Erzsébeti SMTK-Diósgyőri BCSárközi Richárd Haladás VSE                |       |
| 61 kg       | Vida Csaba Csepeli BC              |       | Üveges Csaba Tatabányai SC                             |       | Németh Béla Vasas SCTóth Richárd Gyöngyösi SI                                      |       |
| 65 kg       | Molnár József Csepeli BC-Abonyi BC |       | Bábszky Gergely Kecskeméti TE-Testnevelési Főiskola SE |       | Németh Zsolt Szigetvári BSENémet István Újpesti TE                                 |       |
| 70 kg       | Lukács Norbert Csepeli BC          |       | Lagzi Kovács Bendegúz Kazincbarcikai VSE-Bárdosi KA    |       | Kálmán Balázs Csepeli BCSzakolczi Zoltán Honvéd Szondi SE-Vasas SC                 |       |
| 74 kg       | Gulyás Zsombor Csepeli BC          |       | Molnár Bálint Haladás VSE                              |       | Újházi Péter Ferencvárosi TC-Gyál TBENagy Mihály Erzsébeti SMTK-Váci Forma SE      |       |
| 86 kg       | Veréb István Haladás VSE           |       | Gyurits Gergely Csepeli BC                             |       | Nagymihály Norbert Szegedi VSERögler Gábor Erzsébeti SMTK-Testnevelési Főiskola SE |       |
| 97 kg       | Hatos Gábor Haladás VSE            |       | Szmik Attila Csepeli BC-Dunaharaszti MTK               |       | Szabó Mihály Vasas SC-Orosházi SpartacusFodor Tamás Vasas SC                       |       |
| 125 kg      | Ligeti Dániel Haladás VSE          |       | Egervári László Vasas SC                               |       | Borsos Bálint Bajai BCCsercsics Richárd Haladás VSE                                |       |

### Női szabadfogás
| Versenyszám | Arany                          | Arany | Ezüst                                   | Ezüst | Bronz                                                                      | Bronz |
| ----------- | ------------------------------ | ----- | --------------------------------------- | ----- | -------------------------------------------------------------------------- | ----- |
| 48 kg       | Kőrösi Kitti Zalaegerszegi BSE |       | Váncza Ivett Érdi Spartacus             |       | Réczi Bianka Tatabányai SC                                                 |       |
| 53 kg       | Dénes Mercédesz Érdi Spartacus |       | Egyed Zsanett Kanizsai BSE              |       | Nyíri Dóra Püspökladányi NSE                                               |       |
| 55 kg       | Vilhelm Viktória Újpesti TE    |       | Lemák Diána Érdi Spartacus              |       | Csík Annamária Tatabányai SC                                               |       |
| 58 kg       | Galambos Ramóna Szigetvári BSE |       | Bubori Dorina Ceglédi VSE-Kaposvári NSE |       | Wendler Mónika Tatabányai SC                                               |       |
| 60 kg       | Barka Emese Vasas SC           |       | –                                       |       | –                                                                          |       |
| 63 kg       | Sastin Marianna Vasas SC       |       | Szabó Eliána Vasas SC-Kertvárosi SE     |       | Sleisz Gabriella Erzsébeti SMTK-Mogyoródi KSK                              |       |
| 69 kg       | Vanessa Wilson Vasas SC        |       | Klein Veronika Pénzügyőr SE             |       | Forgó Fruzsina Vasas SC-Bárdosi KASándor Klaudia Ferencvárosi TC-Gyál TBSE |       |
| 75 kg       | Németh Zsanett Újpesti TE      |       | Száraz Vivien J-Ász SE                  |       | Szekér Cintia Esztergomi Spartacus-Dorogi NC                               |       |